# رولاند جي. فراير جونيور
رولاند غيرهارد فراير جونيور (بالإنجليزية: Roland Fryer)‏ (من مواليد 4 يونيو 1977) هو اقتصادي أمريكي. في عام 2007 وفي سن الثلاثين، أصبح أصغر أمريكي من أصل أفريقي يحصل على وظيفة في جامعة هارفارد.

## النشأة والتعليم
نشأ فراير في لويسفيل، تكساس، حيث انتقل مع والده السيء في سن الرابعة. في مدرسة لويسفيل الثانوية، تألق في كرة القدم وكرة السلة، وحصل على منحة رياضية من جامعة تكساس في أرلينغتون. لكنه لم يلعب في الواقع مطلقًا لصالح تكساس- أرلينغتون مافيريكس، وبدلاً من ذلك قرر احتضان الأكاديميين، والانضمام إلى كلية الشرف، التي ساعده عميدها في إيجاد منحة أكاديمية. تخرج بامتياز مع مرتبة الشرف عام 1998 بعد عامين ونصف بينما كان يشغل وظيفة بدوام كامل. أكمل فراير شهادة الدكتوراه في الاقتصاد من جامعة ولاية بنسلفانيا في عام 2002. أجرى أبحاث ما بعد الدكتوراه في جامعة شيكاغو مع الاقتصادي الحائز على جائزة نوبل غاري بيكر. تعاون فراير مع العديد من الأكاديميين الآخرين، من بينهم ستيفن لافت، الاقتصادي بجامعة شيكاغو ومؤلف كتاب الاقتصاد العجيب، وغلين لوري، الاقتصادي بجامعة براون، وإدوارد جلايسر، الاقتصادي الحضري في جامعة هارفارد.
انضم فراير إلى قسم الاقتصاد في جامعة هارفارد كأستاذ مساعد، بعد إكماله زمالة مدتها ثلاث سنوات مع جمعية الزملاء في جامعة هارفارد في نهاية العام الدراسي 2005-2006. في عام 2005، اختير فراير أيضًا كأحد الزملاء الأوائل في مؤسسة فليتشر.

## مسيرته الأكاديمية
حافظ على مناصبه في المكتب الوطني للبحوث الاقتصادية ومعهد دبليو إي بي دو بويز. في عام 2007 وفي سن الثلاثين، أصبح أصغر أمريكي من أصل أفريقي يحصل على وظيفة في جامعة هارفارد. سُمي زميل ماك آرثر عام 2011، وحصل على ميدالية جون بيتس كلارك عام 2015. يُنظر إلى فراير على نطاق واسع على أنه واحد من نجوم أمريكا السوداء ونجوم هارفارد الصاعدين، بعد أن نشر العديد من الأوراق ذات الصلة بالاقتصاد في الدوريات الأكاديمية البارزة على مدى السنوات القليلة الماضية. نشرت صحيفة نيويورك تايمز ملفًا موسعًا عن فراير بعنوان «نحو نظرية موحدة لأمريكا السوداء» في مارس عام 2005، تناولت على نطاق واسع تربية فراير القاسية: إذ غادرت والدة فراير عندما كان صغيرًا جدًا، وأدين والده الذي ضربه بالاغتصاب، وتُرك فراير فعليًا ليدافع عن نفسه. أصبح فراير «رجل عصابة كاملًا خلال مراهقته».
مؤخرًا بدأ فراير العمل في مشروع الفرصة في مدينة نيويورك، والذي يدرس كيفية استجابة الطلاب في المدارس منخفضة الأداء للحوافز المالية. عمل فراير كرئيس تنفيذي لمختبر الابتكار التعليمي بجامعة هارفارد.
في عام 2016 نشر فراير ورقة خلصت إلى أنه على الرغم من أن الأقليات (الأمريكيين من أصل أفريقي والهسبان) معرضون لتجربة استخدام الشرطة للقوة أكثر من البيض، لم يكن من المرجح أن تطلق الشرطة عليهم النار أكثر من البيض. أثارت الدراسة جدلًا وانتقادات كبيرة. ناقش العمل الأكاديمي الأخير، المكتوب ردًا على فراير وآخرين، بأن أنواع الاستنتاجات التي جرى التوصل إليها من خلال السجلات الإدارية في مراكز الشرطة غير قادرة رياضيًا على الوصول إلى الاستنتاجات التي دعا إليها عمل فراير.
في مايو 2018 ذكرت جريدة ذا هارفارد كريمسون أن فراير كان موضوع اثنين من الشكاوى على الأقل من القانون التاسع المتعلق بالتحرش الجنسي. استنادًا إلى استنتاج مفاده أن فراير «انخرط» في سلوك غير مرغوب فيه ذي طبيعة جنسية «ضد خمسة موظفين على الأقل على مدى عقد من الزمان»، منعته هارفارد من دخول مختبر أبحاثه، مختبر الابتكار التعليمي في مارس عام 2018. علقت جامعة هارفارد عمل فراير في عام 2019 لمدة عامين دون أجر في مارس 2019. أغلِق مختبر الابتكار التعليمي نهائيًا من قبل جامعة هارفارد في سبتمبر 2019 كعقوبة إضافية ضد فراير.

## حياته الشخصية
تزوج فراير من فرانسيسكا ميكور، وهي عالمة رياضيات في هارفارد الحاصلة على دكتوراه في علم الأحياء التطوري. التقيا في عام 2006، كأعضاء في جمعية الزملاء في هارفارد. «تودد إليها بمراهنة على موعد عشاء حول ما إذا كان يمكن أن يجد دليلًا على أن التدخين يقلل من السرطان، ولإفزاعها، أرسل لها تقريرًا من جماعات التبغ».

## الجوائز والأوسمة
في عام 2008 صنفت مجلة ذي إيكونوميست فراير كواحد من أفضل ثمانية اقتصاديين شباب في العالم. في عام 2011 حصل فراير على زمالة ماك آرثر، والتي يشار إليها عادة باسم «المنحة العبقرية». وهو حائز على ميدالية جون بيتس كلارك لعام 2015، التي تمنحها الرابطة الاقتصادية الأمريكية «لرجل الاقتصاد الأمريكي الذي يقل عمره عن أربعين عامًا والذي يعتبر أنه قدم مساهمة هامة في الفكر والمعرفة الاقتصاديين».

## وصلات خارجية
- رولاند جي. فراير جونيور على موقع ميوزك برينز (الإنجليزية)